# クレメンス・クラウス
クレメンス・ハインリヒ・クラウス（Clemens Heinrich Krauss, 1893年3月31日 - 1954年5月16日）は、オーストリアの指揮者。

## 人物・来歴

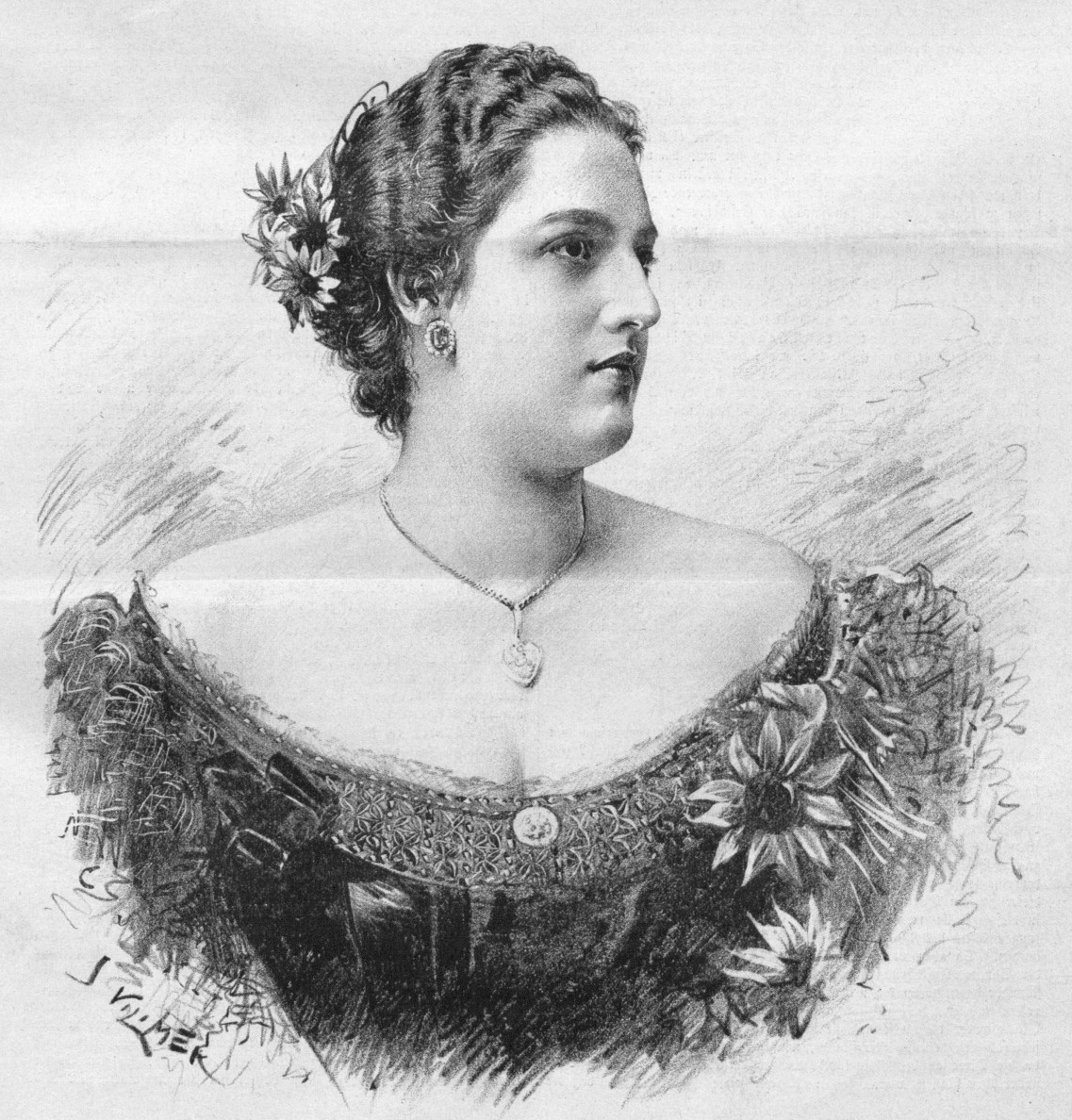
母親のクレメンティーネ
ヤン・ヴィレミク画

ウィーン宮廷歌劇場（後のウィーン国立歌劇場）のソロ・バレリーナで、当時まだ17歳にもならないクレメンティーネ・クラウスの私生児として、ウイーンで生まれたクラウスは、外交官だった祖父の下で育った。クラウスの容姿から父親はハプスブルク家の人物ではないかという噂が絶えず、バルタッツィ侯爵（ルドルフ皇太子と心中したマリー・ヴェッツェラの叔父で当時稀代のプレイボーイ）、ヨハン・ザルヴァトール大公、あるいは皇帝フランツ・ヨーゼフ1世などの落胤ではないかとされている。

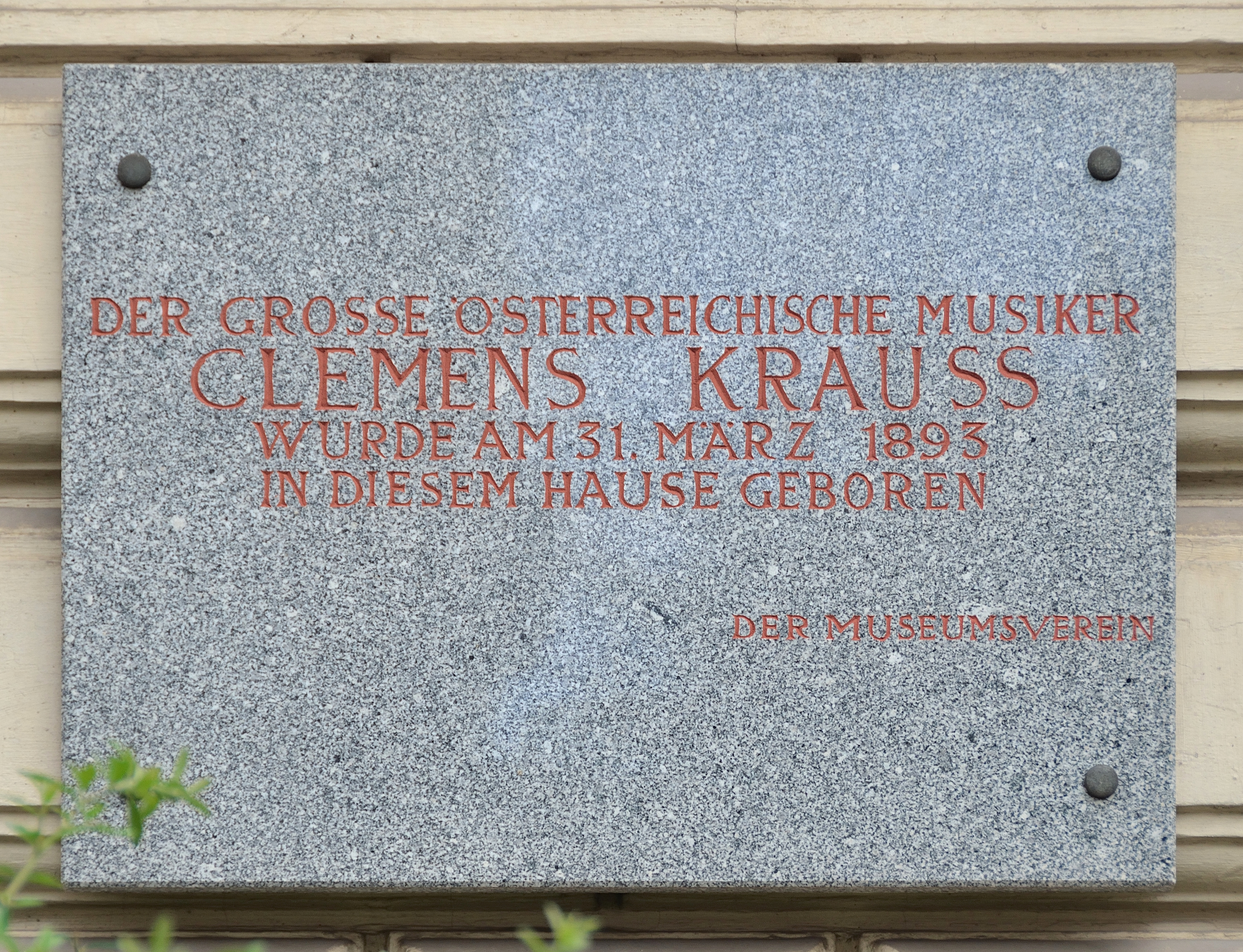
クラウスの銘板
ベルヴェデーレガッセ、ウィーン

10歳でウィーン少年合唱団に入団し、1912年からウィーン音楽アカデミーで作曲家リヒャルト・ホイベルガー、およびグレーデナー、ラインホルトらに学ぶ。ブルノ、リガ、ニュルンベルク、シュテッティン、グラーツ、など各地の歌劇場で研鑽を積んだ後、1922年にウィーン音楽アカデミーの教授に就任した。また、1922年から1924年にかけてはウィーン国立歌劇場の指揮者を、1924年から1929年にかけてはフランクフルト市立劇場の総監督を務めた。また、1929年にはニューヨーク・フィルハーモニー管弦楽団、フィラデルフィア管弦楽団を指揮してアメリカデビューも果たした。
1929年にはフランツ・シャルクの後任としてウィーン国立歌劇場の音楽監督に、また翌年ヴィルヘルム・フルトヴェングラーの後任としてウィーン・フィルハーモニー管弦楽団の常任指揮者に就任した（クラウスが辞任後、ウィーン・フィルは常任指揮者制そのものを廃止して現在に至る）。
ウィーン国立歌劇場では、1930年にはアルバン・ベルクのオペラ『ヴォツェック』を作曲者立ち合いのもとで指揮をしたり、1933年にはリヒャルト・シュトラウスのオペラ『アラベラ』を初演するなど、新作のリハーサルをさかんに行った。また、オーケストラ団員オーディションの審査委員長を務めたり、才能を認めた音楽家を自己責任で（オーディションなしで）採用するなど、若い才能の発掘に努めた。クラウスにより登用された者としては、コンサートマスターに就任したリカルド・オドノポソフ、ウィーン交響楽団首席奏者からウィーン国立歌劇場管弦楽団ならびにウィーン・フィルハーモニー管弦楽団の首席奏者に転身したチェリストのリヒャルト・クロチャック、第2ヴァイオリンの末席から同首席奏者となったオットー・シュトラッサー、同じく第2ヴァイオリンの末席から首席ヴィオラ奏者となったアルフォンス・グリュンベルク、同じく第2ヴァイオリンの末席からバレエ公演時のソロ・ヴァイオリニストとなったヴィリー・ボスコフスキーらがあげられる。
しかし、世界恐慌の影響で客足は鈍り、無料の演奏会チケットが発行されるほどであった。
1934年に国立歌劇場を失脚してウィーンを離れた後、1935年にナチスと衝突して辞任したエーリヒ・クライバーの後任として、ベルリン国立歌劇場の音楽監督に就任する。また1937年には、ナチスによって辞任に追いやられたハンス・クナッパーツブッシュの後任としてバイエルン国立歌劇場の音楽監督に就任する。1939年からはモーツァルテウム音楽院の院長となり、1941年からはやはりナチスによりザルツブルク音楽祭の総監督に任命されている（これが災いし、戦後は1952年まで音楽祭から締め出されてしまう）。この戦前、戦中のナチスとの協力関係が後に指弾されることになるが、クラウスはフルトヴェングラー同様に最後までナチス党員ではなく、ナチスの下で要職に就く一方、ナチスの手からユダヤ人音楽家を少なからず救ったとも言われている。戦後クラウスは、彼自身のナチスに対する日和見的な態度を強く恥じ、反省したという。
第二次世界大戦終結直前の1944年、空襲が激しくなったウィーンに戻ってウィーン・フィルと行動を共にする。1945年、ソ連軍がウィーンを目前に迫った4月2日にウィーン・フィルと戦中最後の演奏会を行う（曲目はブラームスの『ドイツ・レクイエム』）。そしてソ連軍によるウィーン占領直後、オーストリア独立宣言の日（4月27日）には、解放記念コンサートでウィーン・フィルを指揮する（曲目はベートーヴェンの『レオノーレ』序曲第3番、シューベルトの未完成交響曲、チャイコフスキーの交響曲第5番）。その後、ナチスに協力したという容疑で連合軍により演奏活動の停止を命ぜられたが、1947年に非ナチ化裁判において無罪となり、活動を再開した。復活後最初の舞台はアン・デア・ウィーン劇場であった。1954年に亡くなるまでウィーンを中心にヨーロッパや中南米で活動した。
戦後の活動で注目に値するのは、1952年のザルツブルク音楽祭においてリヒャルト・シュトラウスの『ダナエの愛』の初演を行ったこと（1944年にすでに作曲家自身の前でゲネプロまで行ったが、ナチスの指示により公演中止となった）に加え、1953年のバイロイト音楽祭でワーグナーの楽劇『ニーベルングの指環』『パルジファル』を指揮して大成功を収めたことである。このバイロイト出演は、ヴィーラント・ワーグナーが音楽祭再開後に推し進めたいわゆる「新バイロイト様式」に、クナッパーツブッシュが抗議して出演をキャンセルしたことで実現した（ヴィーラントは翌年以降もクラウスに任せるつもりだったが、クラウスの死により再びクナッパーツブッシュを招聘した）。
戦前の華麗な経歴とは対照的に、戦後は特に重要なポストに就くことはなかったが、生粋の舞台人であったクラウスは（母がバレリーナだったため「生まれずして舞台に立っていた」と語っている）、1955年に再建予定のウィーン国立歌劇場の音楽監督への復職を切望しており、そのためにライヴァルのエーリヒ・クライバーに対する妨害工作を行ったといわれている（ちなみにクライバーは後にベルリン国立歌劇場に復帰する）。しかしながら、時の文部大臣の指示によってカール・ベームが次期監督に就任したことがクラウスの死を早めたとされている。失意のクラウスは嫌々ながらメキシコへ演奏旅行に出かけ、演奏会の直後に心臓発作のために急逝した。61歳没。メキシコ国立交響楽団との最終公演となった5月14日の演目は、ハイドンの交響曲第88番（クラウスはこの曲を得意としてよく取り上げた）、デュカスの交響詩『魔法使いの弟子』、ブラームスのピアノ協奏曲第2番（ソリスト：アンジェリカ・モラレス）、ベートーヴェンの『レオノーレ』序曲第3番であった。クラウスはメキシコに行きたくなかったので、あえて主催者側に高額の報酬を要求したものの、主催者がその条件を呑んだために、不本意ながら行かざるを得なくなったと言われている。ウィーンの市民はみな悲しんでクラウスのために半旗を掲げたと伝えられる。
ウィーン・フィルハーモニー管弦楽団第2ヴァイオリンの首席奏者を務めたオットー・シュトラッサーは、クラウスはブルーノ・ワルターと並び「歌の分野でも真に何かを理解していた指揮者」であったと評している。

## 演奏スタイル

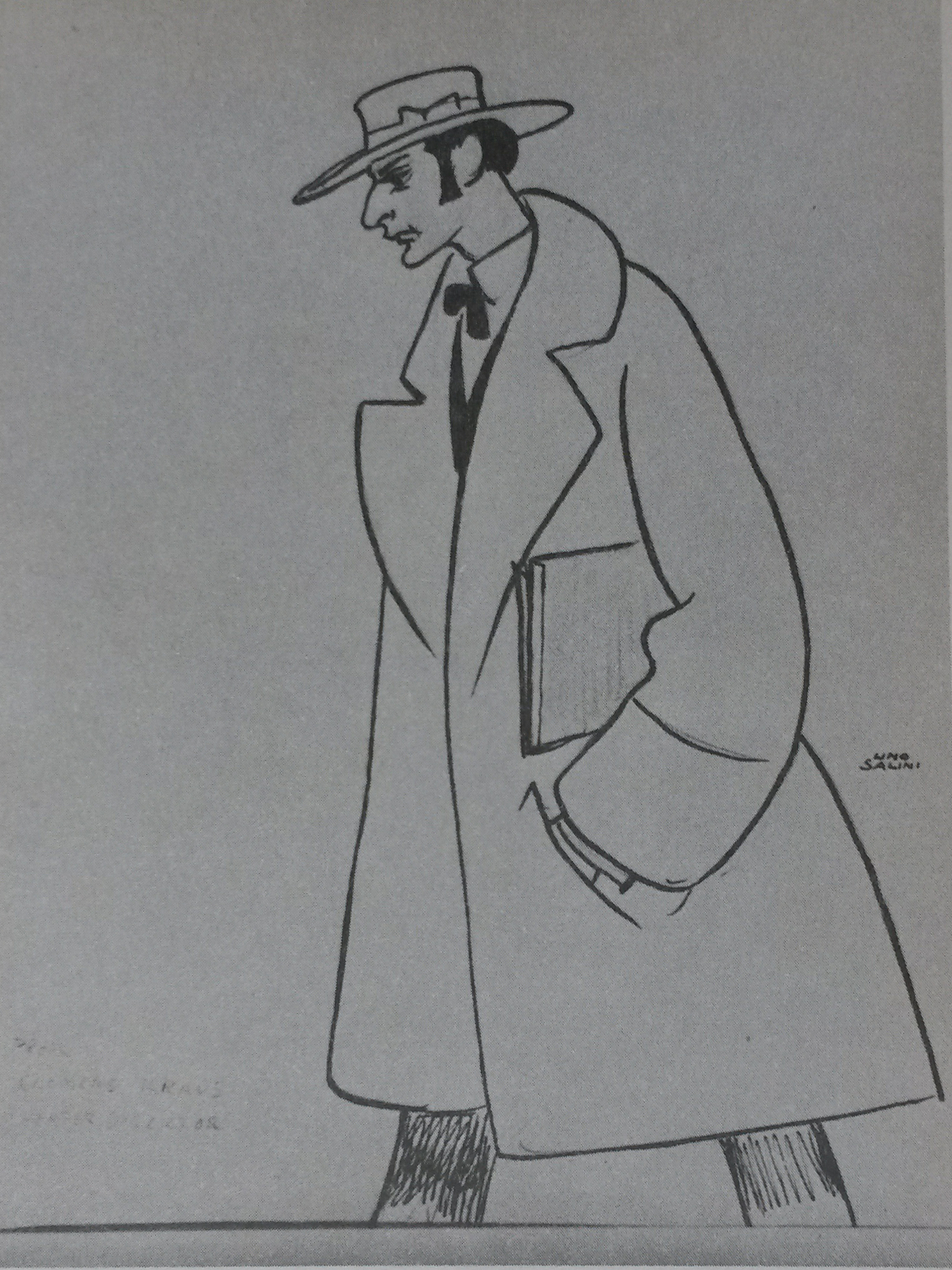
リノ・ザリニによる風刺画、フランクフルトにて。

クラウスの演奏スタイルは、細部にまで極めて緻密に仕上げられた、速めのしなやかなテンポによる緊張感にあふれたものである。モーツァルトのオペラ、リヒャルト・シュトラウスの交響詩やオペラ（たとえば『ばらの騎士』『サロメ』『アラベラ』など）、ヨハン・シュトラウス2世のワルツ・ポルカなどにその特色が見いだせ、ウィーンで非常な人気を誇った。
クラウスの指揮ぶりはリヒャルト・シュトラウスと同様、非常に無駄のない小さい身振りでオーケストラから最大限の能力を引き出すというものだった。クラウスに師事したオトマール・スウィトナーによれば、当時の指揮者でバトン・テクニックに優れていたのはクラウスとハンス・クナッパーツブッシュであったという。オットー・シュトラッサーは、同じ動作の小さな指揮者でも、クラウスは細部の表現に長けており、クナッパーツブッシュは気宇壮大な視点を持っていると評している。
また、芸術に対する姿勢はきびしく、ハンス・ホッターは「舞台上演の後に練習をすることもあった」と語っている。
ウィーン生まれの指揮者で大成した存在は意外に少なく、戦後まで活躍した中で世界的大指揮者の域に達したのは、今日においてもクラウスとエーリヒ・クライバーだけである。クライバーは（ウィーンに居住したことのない息子のカルロスはもちろんのこと）むしろウィーン的伝統とは距離を置いた革新派と見られていたこともあり、強い個性の中にもウィーンの香りを忘れなかったクラウスの名は「最後のウィーンの巨匠」として今なお懐旧と畏敬を込めて語られている。

## レパートリー
クラウスのレパートリーは非常に広範であるが、次の3つに大別することができる。すなわちモーツァルト、ハイドンなどのウィーン古典派、自身と縁の深いリヒャルト・シュトラウス、そしてベルク、シェーンベルク、ストラヴィンスキー、オネゲル、ラヴェル、プロコフィエフといった近現代の作曲家による音楽である。
特にリヒャルト・シュトラウスとは非常に緊密な関係を保ち、『アラベラ』『平和の日』『ダナエの愛』などの初演を任された。シュトラウス最後のオペラである『カプリッチョ』のリブレットはクラウスによって書かれ、初演も彼の手に委ねられた。さらにクラウスの妻でソプラノ歌手のヴィオリカ・ウルスレアクが『アラベラ』の初演でタイトルロールを歌い、夫婦揃ってシュトラウス後期の舞台作品を支えた。また、戦前から近現代の作曲家の紹介に非常に意欲的だったが、ウィーン国立歌劇場監督時代にレパートリーとしたベルクの『ヴォツェック』などの前衛的な作品が保守的な聴衆には歓迎されず、彼の任期を縮める要因となった。ベルリンを拠点に活動していた晩年のレハールに初のウィーン国立歌劇場初演作品『ジュディッタ』（最後の作品となった）を依嘱したこともある。これは名目上オペラに属しているが、ミュージカルに近いオペレッタであり、原則オペレッタを上演しない（『メリー・ウィドウ』さえも1990年代まで取り上げなかった）同劇場としては異例なことであった。

## レコード録音
クラウスは同時代の指揮者たちに比べて録音が非常に少ないが、代表的な演奏は以下の通りである。特にスタジオ録音は両シュトラウスに偏っており、ベートーヴェンの作品が少ないこともドイツ圏の指揮者としては珍しい。ワーグナーとブラームスも少なく、彼の生前には今日のような人気作曲家ではなかったとはいえ、ブルックナーとマーラーも残していない。ドイツ圏外の大作曲家についても同様である。このような、人気の主流を大きく外した録音歴のせいか、ウィーン、ベルリン、ミュンヘンというドイツ圏の三大歌劇場の総監督をすべて歴任し、ウィーン・フィル最後の常任指揮者でもあったなど、フルトヴェングラーやカラヤンにも劣らない経歴の指揮者でありながら、日本ではこれに見合った位置づけがほとんど行われていない。たとえば古今の指揮者500人を5つのランクに分けて紹介した音楽之友社のムック『指揮者とオーケストラ2002』では第5ランクだった。ちなみに、同様に録音の少ないドイツ系の故人でクラウスほど大型ポストを歴任することがなかったヨーゼフ・クリップス、フェルディナント・ライトナーらが第4ランクである。伝記や研究書の翻訳、出版も行われていない。その一方で、根強い支持者も存在する。高崎保男は『こうもり』全曲盤に対し、数度目の再発売であるにもかかわらず「オペラというものがこれほどまでに甘美な悦楽を生み出す芸術であったのかと信じ難い思い」などと熱烈な文章を書いている。宇野功芳なども、一見淡々とした中に深いニュアンスや香りをこめるスタイルが彼の美意識と一致することもあり、クラウスの録音に好意的である。
- ハイドン：交響曲第88番『V字』（バイエルン放送交響楽団 1953年）
- モーツァルト：オペラ『フィガロの結婚』全曲（ソリスト：エーリッヒ・クンツ、イルマ・バイルケ、ハンス・ホッター、ヘレナ・ブラウン）（ウィーン・フィルハーモニー管弦楽団 1942年）
- モーツァルト：ハフナー・セレナード（ウィーン交響楽団 1950年）
- ベートーヴェン：荘厳ミサ曲（ソリスト：トルーデ・アイペルレ、ルイーゼ・ヴィラー、ユリウス・パツァーク、ゲオルク・ハン）（ウィーン・フィルハーモニー管弦楽団 1940年）
- ベートーヴェン：ピアノ協奏曲第2番、第4番、第5番（バックハウス、ウィーン・フィルハーモニー管弦楽団 1950年、1951年、1953年）
- シューベルト：交響曲第8(9)番『ザ・グレイト』（ウィーン交響楽団 1950年）
- メンデルスゾーン：劇音楽『夏の夜の夢』抜粋（ソリスト：イローナ・シュタイングルーバー、ダグマール・ヘルマン）（ウィーン交響楽団 1950年）
- ブラームス：『大学祝典序曲』『ハイドンの主題による変奏曲』『アルト・ラプソディ』（ソリスト：キャスリーン・フェリア）（ロンドン・フィルハーモニー管弦楽団、ロンドン交響楽団 1947年）
- ワーグナー：楽劇『ニーベルングの指環』全曲（ソリスト：ハンス・ホッター、ヴォルフガング・ヴィントガッセン、アストリッド・ヴァルナイ、グスタフ・ナイトリンガー、（バイロイト音楽祭 1953年）
- ワーグナー：舞台神聖祝典劇『パルシファル』全曲（ラモン・ヴィナイ、ジョージ・ロンドン、ルートヴィヒ・ヴェーバー、ヨーゼフ・グラインドル、マルタ・メードル、ヘルマン・ウーデ）（バイロイト音楽祭 1953年）
- ヨハン・シュトラウス2世：オペレッタ『こうもり』全曲（ソリスト：ユリウス・パツァーク、ヒルデ・ギューデン、アルフレート・ペル、ウィルマ・リップ、ジークリンデ・ワーグナー）（ウィーン・フィルハーモニー管弦楽団 1950年 - 1953年）
- ヨハン・シュトラウス2世：オペレッタ『ジプシー男爵』全曲（アルフレート・ペル、カール・デンヒ、ユリウス・パツァーク、クルト・ブレガー）（ウィーン・フィルハーモニー管弦楽団 1950年 - 1953年）
- ヨハン・シュトラウス・ファミリー：ワルツ・ポルカ集（ウィーン・フィルハーモニー管弦楽団 1929年および1950年 - 1953年）
- リヒャルト・シュトラウス：楽劇『サロメ』全曲（ソリスト：クリステル・ゴルツ、ハンス・ブラウン、マルガレータ・ケニー、ユリウス・パツァーク）（ウィーン・フィルハーモニー管弦楽団 1954年）
- リヒャルト・シュトラウス：楽劇『ばらの騎士』全曲（ソリスト：ヴィオリカ・ウルスレアク、ルートヴィヒ・ヴェーバー、ゲオルギーネ・フォン・ミリンコヴィッチ、ルイズ・ヴィラー、フランツ・テオ・ロイター、フランツ・クラヴァイン（バイエルン国立歌劇場 1942年）
- リヒャルト・シュトラウス：オペラ『アラベラ』全曲（ソリスト：ヴィオリカ・ウルスレアク、アルフレート・ペル、ウィリアム・ウェルニク、（ウィーン・フィルハーモニー管弦楽団 1942年）
- リヒャルト・シュトラウス：楽劇『カプリッチョ』全曲（ソリスト：ハンス・ブラウン、ハンス・ホッター、ヘルタ・テッパー、カール・シュミット＝ヴァルター、ルドルフ・ショック、ヴィオリカ・ウルスレアク）（バイエルン放送交響楽団 1953年）
- リヒャルト・シュトラウス：楽劇『ダナエの愛』全曲（ソリスト：パウル・シェフラー、ヨゼフ・トラクセル、アンネリース・クッパー、アニー・フェルバーマイヤー）（ウィーン・フィルハーモニー管弦楽団 1952年）
- リヒャルト・シュトラウス：交響詩『ツァラトゥストラはかく語りき』（ウィーン・フィルハーモニー管弦楽団 1950年）
- リヒャルト・シュトラウス：家庭交響曲（バイエルン放送交響楽団 1953年）
- リヒャルト・シュトラウス：弦楽のための『変容』（バイエルン放送交響楽団、1953年）歌曲集（ソリスト：ヴィオリカ・ウルスレアク、ピアノ：クレメンス・クラウス、1952年）※クラウスのピアノを聴くことができるほとんど唯一の音源
- プッチーニ：歌劇『ラ・ボエーム』全曲（ソリスト：トルーデ・アイペルレ、アルフォンス・フューゲル、カール・クローネンベルグ、ゲオルク・ヴィーター、ゲオルク・ハン（バイエルン国立歌劇場 1940年）（ドイツ語版）※数少ないイタリア・オペラの録音。
- プッチーニ：歌劇『ラ・ボエーム』全曲（ソリスト：トルーデ・アイペルレ、カール・テルカル、アルフレート・ペル、カール・ホップ、ハンス・ヘルマン・ニッセン、（バイエルン国立歌劇場 1951年）（ドイツ語版）

## ニューイヤーコンサート
クラウスはウィーン・フィルハーモニー管弦楽団と最もかかわりの深い指揮者の一人であるが、現在ウィーン・フィルが楽友協会大ホールで毎年1月1日に行う、世界的に有名な恒例行事となっている、ニューイヤーコンサート（Neujahrskonzert）を始めたのはクラウスである。初回は1939年12月31日に行われ、1941年から1月1日にも開催されるようになった。ニューイヤーコンサートのプログラムは、主にシュトラウス一家の陽気で美しいワルツやポルカで構成されており、12月30日（公開総練習）と12月31日（ジルベスターコンサート）も同様のプログラムが繰り返される。クラウスが最後に指揮した1954年1月1日の演奏はライヴ録音（OPUS蔵レーベルでCD化）として残されている。クラウスが突然この世を去った後、ウィーン・フィルのコンサートマスターであるヴィリー・ボスコフスキーに指揮が委ねられたが、マゼール時代を経て輪番制となっている。